# Caso dos irmãos Naves
O Caso dos Irmãos Naves foi um acontecimento policial e jurídico ocorrido na época do Estado Novo no Brasil, em 1937, quando dois irmãos foram presos e torturados para confessar sua suposta culpa em um crime que não haviam cometido. O caso é considerado um dos maiores erros judiciais da história do Brasil. 
Anos depois, constatado o erro, o Estado foi condenado a pagar uma indenização milionária à família dos irmãos Naves. Sua história também serviu de inspiração para o filme O Caso dos Irmãos Naves, de Luís Sérgio Person, foi mostrada em 2003 no programa "Linha Direta Justiça" da TV Globo e na série de reportagens do Jornal da Cultura em 2019, "Os Olhos Que Condenam no Brasil". O caso também inspirou a montagem da peça de teatro "O Caso dos Irmãos Naves", do grupo araguarino EmCena de Teatro.

## História

### Caso
Em Araguari, interior de Minas Gerais, à época da instauração do regime ditatorial de Getúlio Vargas (1937), vivia o comerciante de cereais Benedito Pereira Caetano (1905–1967), sócio de seus primos, os irmãos Sebastião José Naves (1902–1964) e Joaquim Rosa Naves (1907–1948), com quem havia comprado um caminhão, sendo ambos também comerciantes de cereais.
Benedito comprou, com a ajuda de seu pai, uma quantia de arroz para vender durante uma possível alta nos preços. Mas com os preços em queda constante, Benedito viu-se obrigado a vender sua safra em expressiva perda, contraindo ainda mais dívidas, e assim sobrando-lhe somente cerca de 90 contos de réis (aproximadamente 270 mil reais nos padrões de hoje) resultantes da venda de sua última leva de arroz. A quantia, embora expressiva, não cobria todas as suas dívidas que à época totalizavam cerca de 136 contos de réis. Benedito Pereira Caetano foge na madrugada de 29 para 30 de novembro, levando consigo seus últimos 90 contos. Sabendo do fato, os irmãos Naves decidem comunicar o fato à polícia, que imediatamente inicia as investigações.
Poucos dias depois, o delegado responsável pelo caso, o civil, acaba sendo substituído pelo tenente militar Francisco Vieira dos Santos, o "Chico Vieira" (1897–1948), vindo de Belo Horizonte.

### Prisão
Passados alguns dias de sua nomeação como delegado interino de Araguari, Chico Vieira formulou a hipótese de que os Naves poderiam ter assassinado Benedito a fim de ficar com seus 90 contos. O tenente mandou prender os irmãos Sebastião e Joaquim para interrogá-los. 
Durante meses, Chico Vieira e seus comandantes submetem os irmãos Naves à tortura para que confessassem que haviam matado Benedito e escondido o dinheiro para resgatá-lo depois. Além das torturas diárias, eles eram alojados em celas subterrâneas imundas e úmidas, privados de água, comida, visitas e até mesmo da luz do sol. Confinados ao escuro por um crime que não tinha ocorrido, para assim obter uma prova formal — ainda que falsa — de que Sebastião e Joaquim eram ladrões e assassinos. O militar ordenou que Joaquim e Sebastião sejam levados a um campo aberto, onde foram amarrados à árvores, tendo seus corpos untados com mel para serem atacados por abelhas e formigas, ouvindo tiros e ameaças constantes de morte.
Mesmo tendo conseguido forçar os irmãos a assinar uma confissão formal do crime, ele ordenou que as esposas, filhos e até mesmo a mãe idosa deles, Ana Rosa Naves, chamada afetivamente de "Don'Ana" (1866—1963) pelos conhecidos da cidade, fossem presos e trazidos para suas celas. As esposas e a genitora dos Naves também sofrem torturas diversas, inclusive sexuais, nas mãos de "Chico Vieira" e seus soldados. Nestes longos e cruéis meses a idosa sempre pediu que os filhos nunca confessassem o crime que não cometeram. Vendo que a idosa não se curvaria e que dela não extrairiam nenhuma informação que comprometesse os supostos culpados, o tenente Vieira colocou-a sob liberdade vigiada. Ela procura pelo advogado João Alamy Filho (1908–1993), que de início acreditava na suposição do tenente na qual os Naves aparecem como assassinos e por essa razão recusava-se a exercer sua defesa. Mas, ao ver o estado físico de "Don'Ana", resultado das torturas e violências que havia sofrido, João passa de acusador a defensor.

### Julgamentos
Mesmo sob as ameaças de Chico Vieira, Don'Ana e João Alamy Filho exerceram a defesa dos Naves. Estes passaram por dois julgamentos, tendo por parte da acusação o tenente Vieira, disposto a intimidá-los até mesmo dentro do tribunal. O advogado sempre recorreu com recursos diversos para provar a inocência dos irmãos e o equívoco que o Judiciário estava cometendo sob a influência de Vieira.
No primeiro julgamento, ocorrido em 1938, começou a surgir a verdade através dos depoimentos de outros presos que também testemunhavam as atrocidades sofridas pelos Naves. Neste, o júri votou — por seis votos favoráveis e um contra — pela absolvição de Sebastião e Joaquim. Realizou-se, então, no mesmo ano, um novo julgamento, no qual confirmou-se o voto, por seis a um, da inocência dos réus.
O Tribunal de Justiça, mediante a ausência de soberania do júri no tribunal pelo regime ditatorial da Constituição de 1937, resolve alterar o resultado do veredicto, onde, por seis votos a favor da condenação e um contra, os irmãos são condenados a 25 anos e meio de prisão — pena que posteriormente passou por revisão penal e assim foi reduzida para 16 anos. Após 8 anos e 3 meses de prisão, os Naves, mediante comportamento prisional exemplar, são finalmente colocados em liberdade condicional. Em 22 de maio de 1948, morre em Belo Horizonte o tenente Chico Vieira, de derrame cerebral. Três meses depois, em 28 de agosto, morre Joaquim Naves no asilo em que vivia para se tratar de uma longa doença que contraíra por causa das sequelas das torturas, que debilitaram sua saúde. Seu irmão novamente começou a tentar provar sua inocência.

### Novo julgamento
Em 24 de julho de 1952, Benedito reapareceu vivo em Nova Ponte, na fazenda de seu pai, João Pereira da Silva. Sebastião foi avisado pelo primo Fernando Naves por telegrama, este que precisou ser lido para ele por seu filho, pois ele era analfabeto.
Sebastião procurou o juiz da cidade, pois precisava de autorização para sair de Araguari, mas o juiz aconselhou-o a esquecer o assunto, já que não devia mais nada à Justiça. Como Sebastião queria provar sua inocência, procurou o repórter Felício de Lucca Neto, que convenceu o delegado da cidade, o capitão Georgino Jorge de Souza, a realizar a diligência.
O delegado obteve a autorização do juiz e Felício contratou um motorista de táxi, Sebastião Machado, para levá-lo à Nova Ponte com Sebastião Naves e o cabo José Marques. Um lugar ficou vazio, no carro, reservado para Benedito.
Chegaram à noite e acordaram João, que confirmou que o filho estava na cidade, dormindo na casa de um cunhado. Sebastião invadiu o quarto, com o cabo, abraçou o primo e disse: "Graças a Deus você está vivo! Vamos para Araguari, para todos verem que meu irmão e eu somos inocentes!".
A população queria linchar Benedito. Para proteger sua vida, o delegado o prendeu. Benedito declarou que, na madrugada de 29 de novembro de 1937, foi roubado por três assaltantes que levaram todo o dinheiro da venda do arroz. Disse que sumiu de Araguari porque ficou com vergonha de não ter como pagar sua dívida. Pegou o trem das cinco da manhã e foi para Anápolis, e depois, para diversas outras cidades.
Disse que não sabia de nada do ocorrido naqueles anos todos. Não há nada que comprove se sabia ou não, mas o fato é que tinha mudado de nome, o que parece indicar ter sabido dos fatos. Passou a se chamar José Alves Gomes, conhecido como José Goiano.
Benedito disse que tinha voltado para quitar suas dívidas. Toda a sua família, menos ele, morreu em um acidente com o avião que os levava para Araguari para prestarem depoimento.
Em meados de 1953, os irmãos Naves foram inocentados oficialmente de toda e qualquer acusação de crime. Ainda restava uma última etapa do processo a indenização legal da família. Por sete anos, Sebastião e seu advogado João Alamy Filho lutaram na justiça até que, em 1960, conseguiram processar o Estado e assim garantir a indenização devida à sua família e aos descendentes legais de seu irmão. Sebastião viveu até setembro de 1964. Sua mãe, Don'Ana morreu dois anos depois, e seu defensor, João Alamy Filho, em 1993.

## Repercussão
Segundo o professor Sergio Salomão Shecaira e o deputado federal Paulo Teixeira:
| “ | Na ditadura Vargas, o recurso se processava com o réu preso, ainda que este fosse absolvido em primeira instância. No famoso erro judiciário conhecido como Caso dos Irmãos Naves, dois irmãos permaneceram encarcerados por oito anos durante todo o processamento do recurso do Ministério Público. Os réus haviam sido absolvidos pelo Tribunal do Júri de Araguari e só foram condenados pelo Tribunal de Belo Horizonte. Somente após a concessão da liberdade em sede de livramento condicional um dos acusados descobriu que a suposta vítima de homicídio estava acoitada na fazenda de seu pai. Naquele caso, a concessão da liberdade acabou funcionando como um permissivo para que o acusado de um crime muito grave pudesse demonstrar sua própria inocência. O Estado pagou a maior indenização de que se tem notícia por um erro judiciário. | ” |